# 前田泰生
前田 泰生（まえだ やすお、1951年1月31日 - ）は、日本の土木技術者、実業家。元電源開発株式会社代表取締役会長。高知県出身。

## 来歴
高知県出身。1969年神奈川県立多摩高等学校卒業。1974年東京工業大学工学部土木工学科卒業、電源開発入社。1990年原子力部原子力建設室課長。1992年建設部建設業務室課長。1993年建設部工事課長。1995年橘湾火力建設所長代理。1997年建設部建設管理グループリーダー。2000年建設部長代理。2001年エンジニアリングセンター所長代理。2002年執行役員エンジニアリング事業部長。2004年取締役執行役員エンジニアリング事業部長。2006年常務取締役。2009年代表取締役副社長。2013年代表取締役会長。2016年相談役。